# Cinéma moldave

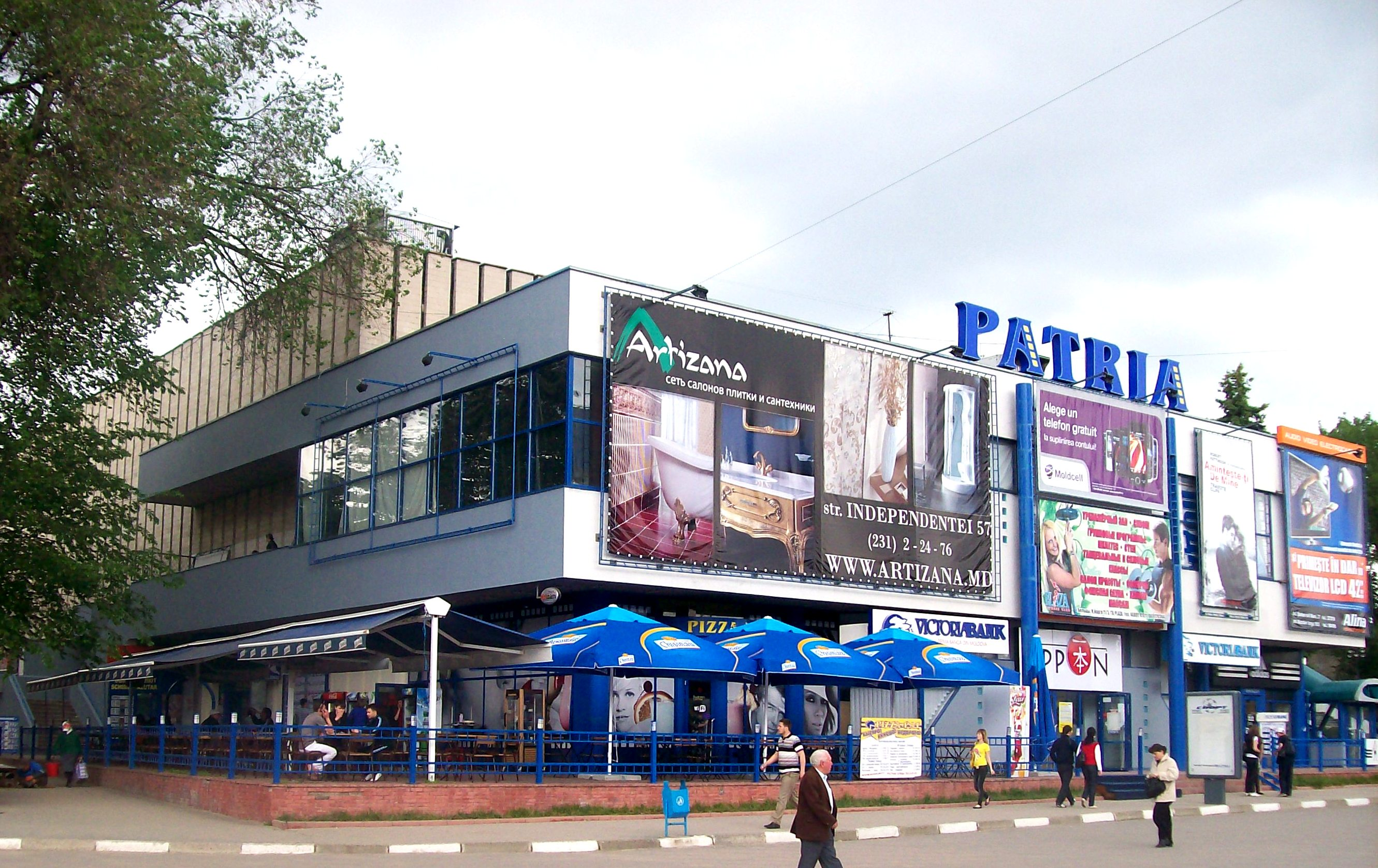
Cinéma Patria Bălți, situé à Balti

Le cinéma moldave, développé au début des années 1960 sous l'URSS, connaît une période de grande activité pendant environ quinze ans. S'ensuit alors une stagnation du cinéma moldave et, à la suite de l'indépendance de la Moldavie en 1991, l'industrie disparaît presque entièrement.

## Histoire
1897-1939
Les débuts du cinéma moldave sont difficiles à établir, en grande partie en raison de la divergence de l'histoire cinématique des régions des rives droite et gauche, une division toujours d'actualité. De 1897 à 1927, la production cinématographique en Moldavie est rare et peu de traces subsistent de cette période. Après que la Bessarabie, qui fait désormais partie de la Moldavie actuelle, est absorbée par la Roumanie en 1918, l'URSS crée la République socialiste soviétique autonome moldave (RSSAM) sur la rive gauche du Dniestr en 1924. Cette nouvelle république soviétique comprend notamment des terres prises à l'Ukraine ainsi que l'actuel territoire de la Transnistrie, une région séparatiste non reconnue par l'ONU. L'URSS tente alors de moderniser et de "soviétiser" la RSSAM, ce qui se traduit par la cyrillisation de la langue roumaine, l'industrialisation de la région et l'éducation de nombreux professionnels du cinéma de la RSSAM qui sont envoyés à l'université d'Odessa située dans l'Ukraine voisine.
La plupart des films produits par ces premiers professionnels moldaves sont des œuvres documentaires. On trouve surtout des films de propagande tels que Protest Rally: Remember Bessarabia (1928), The Bessarabian Agricultural Community (1928) et Five Years of the MASSR (1928). Cependant, le film documentaire Everything is Quiet (1928), dont l'équipe de tournage est entièrement moldave, est considéré comme le film le plus remarquable de cette période.
En dépit de ces efforts, la région n'obtient pas son propre studio de cinéma. Sous la RSSAM, l'industrie cinématographique moldave et ukrainienne est quasiment la même. En 1930, l'URSS crée un département de cinématographie moldave au sein d'Ukrafilm, qui change de nom en 1934 puis à nouveau en 1936. En outre, la plupart des membres du staff travaillant sur les productions cinématographiques de la RSSAM sont ukrainiens.
1939-1952
Sur la rive droite, la production cinématographique en Bessarabie est quasi inexistante puisque son identité cinématographique est liée à celle de la Roumanie qui, en raison des ravages causés par la Première Guerre mondiale, progresse à un rythme modéré. Après le Pacte germano-soviétique de 1939, qui inclut la cession de la Bessarabie à l'URSS, l'armée soviétique envahit la Bessarabie et prend le contrôle de la région. De 1940 à 1944, l'industrie du cinéma en Bessarabie connaît un grand essor. Plusieurs films en langue russe sont alors sous-titrés en roumain, et des cinéastes soviétiques commencent à produire des documentaires et des films d'actualité sur la Bessarabie, tels que On the Danube.
Cette croissance cinématographique prend fin lorsque l'Allemagne nazie et la Roumanie récemment alignée avec les forces de l'Axe s'installent en Bessarabie et traversent le Dniestr pour s'installer sur le territoire de l'actuelle Transnistrie. Par la suite, toutes les industries du film des républiques soviétiques sont enrôlées dans l'effort de guerre et contraintes de produire des documentaires et des films d'actualité sur les activités militaires de l'URSS.
Après la récupération de la Bessarabie et de la Transnistrie par l'URSS, les deux régions sont dévastées par la guerre. Chișinău, la capitale de la Moldavie, est presque entièrement détruite par les bombardements. La Bessarabie fait face à des obstacles supplémentaires car, comme le dit Léonid Brejnev, la Bessarabie s'est peu développée en comparaison avec ses homologues soviétiques car elle ne faisait pas partie de l'URSS au cours des années 1920. Par conséquent, une collectivisation et une soviétisation rapides suivent la deuxième Guerre mondiale. Bien que des efforts soient déployés pour développer une culture cinématographique moldave au cours de cette période (des films russes continuent à être sous-titrés en roumain, le gouvernement produit des actualités soviétiques centrées sur la Moldavie, etc.), la situation cinématographique reste la même jusque dans les années 1950.
1952-1970
Le 26 avril 1952, Ministère de la Cinématographie de l'URSS crée le Studio du film documentaire à Chișinău. Au cours de la première année, deux documentaires, Kodry et Moldovan Cannery, sont produits. Néanmoins ces films, tout comme ceux de la RSSAM, ne reflètent pas une identité moldave. Les réalisateurs basés en Moldavie sont originaires de Moscou et d'Odessa, en effet il n'existe pas de professionnels du film moldaves au cours de cette période.
Par la suite, de plus en plus de cinéastes moldaves commencent à participer à des productions locales, ce qui crée un intérêt croissant de la part de la RSSAM dans le rôle de l'état dans le développement d'une production culturelle nationale. À cette fin, le 24 janvier 1957, le Conseil des Ministres de la RSSAM renomme le studio national du film en "Studio pour les films de fiction et les chroniques documentaires de Chişinău", également connu sous le nom de Moldova-Film. Moldova-Film se montre beaucoup plus productif que l'ancien studio. Financé par l'État, Moldova-Film produit 160 longs métrages, 1500 documentaires et courts métrages éducatifs et plus de 100 films d'animation entre 1957 et 1992. Quelques années plus tard, en 1967, la RSSAM fonde Telefilm Chișinău qui, comme Moldova-Film, reçoit le financement de l'état et est également prolifique, produisant plus de 300 documentaires, clips musicaux et téléfilms.
C'est au cours de cette période que de nombreux cinéastes moldaves commencent à se former à l'Institut national de la cinématographie de Moscou et à tourner des films dans leur pays d'origine à leur retour en Moldavie. Cela permet au cinéma moldave de développer une identité distincte. Au cours du dégel de Khrouchtchev, qui permet une plus grande liberté dans l'expression artistique, des cinéastes moldaves tels que Valeriu Gagiu et Emil Loteanu produisent des films qui englobent le “film poétique moldave” un genre mélangeant le réalisme et la romance qui suscite beaucoup d'intérêt en URSS.
Cependant, comme dans les autres républiques soviétiques, l'État exerce une influence considérable sur le contenu de ces films et, avec l'ascension de Léonid Brejnev au poste de Premier Secrétaire, apparaît une résurgence de la censure officielle. Le réalisme socialiste redevient une fois de plus le modèle artistique de rigueur pour l'industrie du cinéma et les critiques de l'histoire soviétique sont condamnées avec véhémences par les chefs de parti. Par exemple, le film de Valeriu Gagiu A Taste of Bread (1966), qui traite de la résistance moldave au cours de la période de durcissement des politiques de collectivisations des terres de Joseph Staline après la seconde Guerre mondiale, suscite l'indignation de chefs de parti, malgré l'accueil enthousiaste du film qui est projeté à plusieurs festivals. Par conséquent, en accord avec la répression systématique du cinéma et de la culture moldave perpétrée par l'État, le Comité central du parti communiste moldave interdit la projection du film en 1970. D'autres films moldaves subissent la même censure.
1970-1990
Au cours de l'après-dégel des années 1970, caractérisé par la stagnation, les studios continuent à restreindre les libertés artistiques. On note cependant quelques réussites artistiques au cours de cette période comme le film Lăutarii (1972) réalisé par Emil Loteanu mais il ne peut y tourner Les tsiganes montent au ciel qui heureusement est possible à Mosfilm grâce à Grigori Tchoukraï. Dans les années 1980, laperestroïka et la glasnost entraînent un renouveau de la liberté artistique, et sont alors réalisés certains films moldaves renommés tels que Iona (1987) de Valeriu Jereghi, Whoever Swears, He Pays (1989) de Gheorghe Urschi ou encore Crucifix (1990) de Victor Bucătaru.

## Reconnaissance internationale
La premier film acclamé mondialement est le film Lullaby (1960) du producteur moldave Mihail Kalik. Le film a reçu le "Prix de participation" au Locarno Festival, attirant une attention internationale sur l'émergence de l'industrie cinématographique moldave.
Le film Man Is Walking After the Sun écrit par Valeriu Gagiu et Mihail Kalik rencontre également un succès international. La presse mondiale le compare notamment au film Le Ballon rouge d'Albert Lamorisse dans lequel, tout comme dans le film moldave, le héros est un petit garçon. Vadim Derbeniov, le cadreur, reçoit un diplôme spécial du jury au Festival International du Cinéma de Helsinki pour son travail.
La percée moldave dans le monde de l'industrie du cinéma survient grâce au film Last Month of Autumn écrit par Ion Druţă et Vadim Derbeniov. Le film reçoit des prix au Festival international du film de Mar del Plata. Evgueniy Lebedev reçoit le prix du meilleur acteur pour le film Big Southern Cross. La Nación décrit le film comme un étant un "travail remarquablement beau". En plus de sa consécration en Argentine, le film reçoit le Grand Prix du Festival de Cannes en 1966. Au Festival international du film Kino Pavasaris à Vilnius, le réalisateur Vadim Derbeniov remporte le prix de la meilleure production. Cependant, à Vilnius, le film ne reçoit pas le plus grand prix, la première place étant prise par le film Personne ne voulait mourir réalisé par  Vytautas Žalakevičius.
Très peu de films sont réalisés en Moldavie depuis l'indépendance. En effet, le gouvernement a échoué à protéger son industrie nationale et le financement est rare (sauf pour d'occasionnelles coproductions). Le pays détient également le deuxième plus faible taux de fréquentation des salles de cinéma au monde.

## Principaux metteurs en scène moldaves
- Réalisateurs moldaves
- Mikhaïl Kalik (1927-) : L'Ataman Kodr (1958), Berceuse (1960), Le garçon va vers le soleil (1961), Au revoir les garçons (1965), Aimer (1968)
- Alexandre Gordon (1931-) : La Dernière Nuit au paradis (1964), Sergueï Lazo (1967)
- Vadim Lyssenko (1933-) : Derrière la ville (1960), L'Envol des cigognes (1964), Grains amers (1966), La dernière année de l'aigle (1977)
- Vadim Derbenev (1934-) : Voyage en avril (1962), Le Dernier Mois de l'automne (1965), Les Chevaliers des rêves (1968), La Ballerine (1969), Spartacus (1974), Ivan le Terrible (1977)
- Emil Loteanu (1936-2003) : Attendez-nous à l'aube (1963), Les Clairières rouges (1965), Cet instant-là (1968), Les Leoutars (1971), Les Tsiganes montent au ciel (1976), Un accident de chasse (1978)
- Vasile Pascaru (1937-) : Marianna (1967), Cette nuit-là.... (1969), Le Risque (1970), La Tempête rouge (1971), Les Ponts (1972), Les hommes grisonnent vite (1974), Personne à ta place (1976), La Grande Petite Guerre (1980)
- Valeriu Gagiu (1938-2010) : Grains amers (1966), Dix hivers en un seul été (1969), L'Explosion à retardement (1970), Le Dernier Haïdouk (1972), La Longueur du jour (1974), Sur la trace du loup (1976), Un homme à vos côtés (1977), Où es-tu l'amour ? (1980)

## Autres personnalités du cinéma
- Scénaristes moldaves : Mircea Danieliuc, Emil Loteanu
- Acteurs moldaves
- Actrices moldaves : Elvire Popesco, Maia Morgenstern…